# Thomas Murg
Thomas Murg (* 14. November 1994 in Voitsberg) ist ein österreichischer Fußballspieler auf der Position eines Mittelfeldspielers.

## Karriere

### Verein
Murg begann seine fußballerische Laufbahn beim ATUS Bärnbach in der Steiermark, bei dem auch sein älterer Bruder Mark Michael (* 1988) spielte. 2008 wechselte er zum Grazer AK, wo er nach kurzen Zwischenstationen bei seinem Stammverein aus Bärnbach, bei dem er es auf 13 Tore in ebenso vielen Unterligaspielen gebracht hatte, sowie beim Lokalrivalen SK Sturm Graz 2010 in den Kader der ersten Mannschaft geholt wurde.
Sein Debüt für die erste Mannschaft der Rotjacken gab Murg am 6. August 2010 gegen den DSV Leoben, als er von Anfang an spielte und in der 76. Minute für Jakob Färber ausgewechselt wurde. Bei seinem ersten Auftritt im Dress der Grazer erzielte er das zwischenzeitliche 2:1 beim 3:1-Erfolg in der UPC Arena. Insgesamt kam der linke Mittelfeldspieler in seiner ersten vollen Saison auf 26 Einsätze und zwei Tore. In seiner zweiten Saison 2011/12 war er Leistungsträger der Grazer Meistermannschaft der Regionalliga Mitte, wo er in 24 Einsätzen elf Tore erzielte. Nach erfolglosem Aufstiegs-Playoff gegen den TSV Hartberg kehrte Murg dem Grazer AK den Rücken und wechselte zum Saisonbeginn 2012/13 zum österreichischen Bundesligisten FK Austria Wien.
Sein Debüt in der höchsten österreichischen Spielklasse gab der Steirer unter Trainer Peter Stöger am 28. Juli 2012 gegen seinen ehemaligen Jugendverein SK Sturm Graz. Murg wurde in der 62. Minute für Roland Linz eingewechselt und bekam in der 90. Minute die gelbe Karte. Das Spiel in der Generali Arena wurde 0:1 verloren. Am Ende der Saison wurde er, nach sieben Einsätze, österreichischer Meister.
2014 wechselte er zum Ligakonkurrenten SV Ried. Im Jänner 2016 wechselte er zum SK Rapid Wien, bei dem er einen bis Juni 2019 gültigen Vertrag unterschrieb. Ende September 2018 wurde bekannt, dass der Kontrakt ohne Ausstiegsklausel bis zum Sommer 2022 verlängert wurde.
In über viereinhalb Spielzeiten kam Murg zu 119 Bundesligaeinsätzen bei Rapid und erzielte dabei 26 Tore. Im Oktober 2020 wechselte er nach Griechenland zu PAOK Thessaloniki, wo er einen bis Juni 2024 laufenden Vertrag erhielt. Für PAOK kam er insgesamt zu 97 Einsätzen in der Super League, in denen er 15 Tore erzielte. Im Jänner 2025 wechselte Murg leihweise nach Saudi-Arabien zum Khaleej Club. Während der Leihe kam er zu 16 Einsätzen in der Saudi Professional League.

### Nationalmannschaft
International absolvierte er zunächst Spiele für die österreichische U-17- und die U-19-Nationalmannschaft.
Im März 2014 debütierte er für Österreichs U-21-Auswahl. Bis Oktober 2016 kam er auf fünf weitere Einsätze.
Im Mai 2018 wurde er erstmals in den Kader der A-Nationalmannschaft berufen.

## Erfolge
- 1× Österreichischer Meister: 2013
- 1× Griechischer Pokalsieger: 2021